# Xanthias inornatus
Xanthias inornatus is een krabbensoort uit de familie van de Xanthidae. De wetenschappelijke naam van de soort is voor het eerst geldig gepubliceerd in 1898 door Rathbun.